# Cantone di Morez
Il Cantone di Morez è una divisione amministrativa dell'arrondissement di Saint-Claude.
A seguito della riforma approvata con decreto del 17 febbraio 2014, che ha avuto attuazione dopo le elezioni dipartimentali del 2015, non ha subìto modifiche.

## Composizione
Comprende i 9 comuni di:
- Bellefontaine
- Bois-d'Amont
- Lézat
- Longchaumois
- Morbier
- Morez
- La Mouille
- Prémanon
- Les Rousses